# بازی‌های سکولار
بازی‌های سکولار (لاتین: Ludi saeculares) یک جشن مذهبی دین رومیان باستان (لودی) شامل قربانی کردن و نمایش‌های تئاتری بود که در رم باستان به مدت سه روز و شب به نشانه پایان یک سکولوم و آغاز روز بعدی برگزار می‌شد. یک سکولوم که ظاهراً طولانی‌ترین طول عمر انسان است، ۱۰۰ یا ۱۱۰ سال در نظر گرفته می‌شد.